# Tháng 7 năm 2005
Trang này liệt kê những sự kiện quan trọng vào tháng 7 năm 2005.

## Thứ tư, ngày6 tháng 7
- Luân Đôn được chọn làm nơi tổ chức Thế vận hội mùa hè 2012.

## Thứ năm, ngày7 tháng 7
- Luân Đôn bị tấn công: Lúc 8:50 sáng giờ Luân Đôn, bốn vụ nổ liên tiếp đã xảy ra trên các trục giao thông của thủ đô nước Anh. Ba vụ nổ trong số đó tấn công vào hệ thống xe điện ngầm. Số thiệt hại nhân mạng hiện lên đến 40, hàng trăm người bị thương, số thiệt hại có thể tăng cao hơn. Tổ chức tự nhận tên là Group of al-Qaeda of Jihad Organization in Europe (nhóm tổ chức al-Qaeda của Jihad tại châu Âu) đã lên tiếng nhận trách nhiệm trong vụ này. Thủ tướng Tony Blair đã phải cắt ngắn cuộc hội nghị G8 để trở về Luân Đôn. Một số nước đồng minh chống khủng bố, đặc biệt là Mỹ, Đan Mạch và Ý, đã ra lệnh cho các hệ thống phòng thủ tăng cường đề cao cảnh giác nhất là tại các tuyến đường xe điện. BBC VOA

## Thứ bảy, ngày9 tháng 7
- Bão Dennis, cơn bão đầu tiên trong mùa bão Đại Tây Dương năm 2005, xuyên qua Cuba để vào vùng vịnh Hoa Kỳ.
- Tổng thống Hamid Karzai của Afghanistan nói ở một cuộc họp báo là ông không tin là Osama bin Laden đang ở nước đó. Porter Goss, chủ tịch của CIA, đã nói trong phỏng vấn gần đây là ông có "ý niệm rõ ràng" về bin Laden ở chỗ nào. Boston Globe, CNN
- Những người ở hội nghị G8 lần thứ 31 ở Gleneagles (Scotland) nhất định phân bổ tiền viện trợ tới 50.000 triệu Mỹ kim để chống nghèo đói ở Phi Châu, rồi 3.000 triệu Mỹ kim cho Palestine để xây dựng hạ tầng cơ sổ. Reuters Lưu trữ ngày 11 tháng 9 năm 2005 tại Wayback Machine ReutersAlert[liên kết hỏng]

## Thứ hai, ngày11 tháng 7
- Chính phủ Indonesia xin những đài TV tắt chương trình từ 1 giờ sáng đến 5 giờ sáng hàng ngày trong sáu tháng cho để tiết kiệm điện, sau khi giá xăng tăng lên gần đây. Những chương trình bóng đá vào nửa đêm được miễn, do rất nhiều người coi nó. BBC
- Người giữ quyền tổng thống Kyrgyzstan Kurmanbek Bakiyev đắc cử tổng thống với gần 90% số phiếu ủng hộ.
- Ở Trung Quốc, vụ nổ mỏ đã giết 22 công nhân mỏ ở tỉnh Tân Cương. 35 đàn ông được cứu, nhưng khi hơn 30 người vẫn không kiếm được. Xinhua China Daily Reuters Lưu trữ ngày 11 tháng 9 năm 2005 tại Wayback Machine

## Thứ tư, ngày13 tháng 7
- Việc phóng phi thuyền Discovery của NASA bị đình hoãn. Đây là lần đầu tiên một phi thuyền có người được phóng lên không gian sau khi phi thuyền Columbia bị nổ.

## Thứ sáu, ngày15 tháng 7
- Sau nhiều cuộc bố ráp, cảnh sát Anh tuyên bố nghi ngờ của họ rằng cuộc nổ bom ngày 7 tháng 7 tại Luân Đôn là do 4 công dân Anh nổ bom cảm tử, ba người từ Leeds và một người từ Aylesbury. Một chuyên gia hoá chất cũng bị cầm giữ tại Ai Cập vì dính líu đến chuyện này.

## Thứ bảy, ngày16 tháng 7
- Sách Harry Potter và hoàng tử lai được phát hành khắp nơi.
- Ở Đài Loan (THDQ), kỳ bầu cử cho chủ tịch Quốc Dân Đảng năm 2005, lần bầu cử thẳng đầu tiên trong lịch sử đảng, thị trưởng Mã Anh Cửu (Ma Ying-jeou) của Đài Bắc thắng Chủ tịch Quốc hội Vương Kim Bình (Wang Jin-pyng), có đa số 72% đối với 28%. BBC

## Chủ nhật, ngày17 tháng 7
- Phóng viên Matthew Cooper của tạp chí Time bảo ban hội thẩm là ông Karl Rove – một cố vấn chính trị cao cấp của Tổng thống George W. Bush của nước Mỹ – là người đầu tiên lộ ra Valerie Plame là đặc vụ CIA.
- Sir Edward Heath KG, Thủ tướng Anh từ 1970 đến 1974, mất ở nhà ông tại Salisbury, thọ 89.
- Chính phủ Indonesia và Phong trào Giải phóng Aceh (ASNLF) ký hòa ước để kết thúc xung đột 30 năm ở miền Aceh của đảo Sumatra.

## Thứ hai, ngày18 tháng 7
- Cựu Đại tướng William Westmoreland, người chỉ huy quân đội Mỹ trong Chiến tranh Việt Nam từ 1964 đến 1968, đã qua đời ở nhà ẩn dật tại Nam Carolina, thọ 91 tuổi. BBC Mạng Ý Kiến Lưu trữ ngày 29 tháng 10 năm 2005 tại Wayback Machine Người Việt Lưu trữ ngày 16 tháng 12 năm 2007 tại Wayback Machine Thanh Niên[liên kết hỏng] Tuổi Trẻ Lưu trữ ngày 29 tháng 9 năm 2007 tại Wayback Machine Việt Báo[liên kết hỏng] Vietmedia Lưu trữ ngày 30 tháng 10 năm 2007 tại Wayback Machine VnDaily Lưu trữ ngày 25 tháng 5 năm 2006 tại Wayback Machine VNExpress VTV Lưu trữ ngày 27 tháng 9 năm 2007 tại Wayback Machine VOV[liên kết hỏng]
- Chính phủ Đài Loan bắt hàng trăm người phải trốn khi bão Hải Đường tới đó. Trận bão này đang trên đường đi tới huyện Okinawa (Nhật Bản).
- Sau khi giết ít nhất bảy người và bắt hàng ngàn người phải trốn, bão Emily đã đi qua bán đảo Yucatán và sắp tới đất liền lần thứ hai vào bang Tamaulipas của México.

## Thứ ba, ngày19 tháng 7
- Tổng thống George W. Bush của Hoa Kỳ tuyên bố ông sẽ đề cử John G. Roberts, Jr., thẩm phán Tòa Thượng thẩm Hoa Kỳ tại Đặc khu Columbia, vào Tối cao Pháp viện để thay cho bà Sandra Day O'Connor. BBC Việt Báo[liên kết hỏng] VNExpress VNN VOA

## Thứ tư, ngày20 tháng 7
- Bão Emily đã tới đất liên lần thứ hai vào bang Tamaulipas của México, sau khi qua bán đảo Yucatán. Bão Emily đã giết bảy người và bắt hàng ngàn người phải trốn.
- Thẩm phán đầu Beverly McLachlin của Canada ký dự luật C-38 thành luật pháp để công nhận hôn nhân đồng tính tại nước đó.

## Thứ năm, ngày21 tháng 7
- Trung Quốc sẽ bỏ chính sách cho 11 năm qua để định giá trị của đơn vị tiền tệ đồng nhân dân tệ theo đồng đôla Mỹ, đó là bước đầu tiên để đổi thành giá hối đoái luân chuyển. BBC Người Việt Lưu trữ ngày 6 tháng 10 năm 2007 tại Wayback Machine Việt Báo[liên kết hỏng]
- Loạt bom thứ hai nổ tại Luân Đôn (Anh), hai tuần sau vụ nổ bom ngày 7 tháng 7 cùng thành phố, nhưng mà lần này chỉ có một người bị thương. Người Việt Lưu trữ ngày 10 tháng 11 năm 2007 tại Wayback Machine VNN VOA

## Thứ sáu, ngày22 tháng 7
- Cảnh sát ở Luân Đôn (Anh) bắn chết một người khả nghi là người khủng bố trong xe điện ngầm tại nhà ga Stockwell. BBC Calitoday Lưu trữ ngày 27 tháng 8 năm 2006 tại Wayback Machine Người Việt Lưu trữ ngày 27 tháng 10 năm 2007 tại Wayback Machine Việt Báo[liên kết hỏng] VNN VOA
- Microsoft tuyên bố là hệ điều hành trước đây gọi là "Windows Longhorn" hiện nay chính thức gọi là "Windows Vista". Phiên bản beta đầu tiên sẽ được phát hành vào ngày 3 tháng 8.

## Thứ bảy, ngày23 tháng 7
- Loạt bom nổ tại khu nghỉ mát Sharm el-Sheikh (Ai Cập), giết ít nhất 83 người. BBC Calitoday Lưu trữ ngày 27 tháng 8 năm 2006 tại Wayback Machine Người Việt[liên kết hỏng] Việt Báo[liên kết hỏng] VNN VOA VOV[liên kết hỏng]
- Cảnh sát tại Anh thừa nhận là người bị cảnh sát bắn hôm qua không có liên quan đến những cuộc nổ bom tại Luân Đôn vào tháng này. Sở cảnh sát Scotland Yard gọi vụ bắn này là một "thảm kịch". BBC

## Chủ nhật, ngày24 tháng 7
- Lance Armstrong thuộc Đội Xe Đạp Nhà Nghề Đài Discovery thắng Tour de France bảy lần liên tục và dự tính kết thúc sự nghiệp đua xe đạp. BBC RFA Lưu trữ ngày 23 tháng 10 năm 2005 tại Wayback Machine VOA
- Cảnh sát trưởng Luân Đôn xin lỗi vì bắn chết ông Jean Charles de Menezes, thợ điện từ Ba Tây không có liên quan đến vụ nổ bom tại Luân Đôn vào thứ năm. Gia đình của ông Menezes còn ngờ lời xin lỗi này, nói là cảnh sát "bất tài". BBC VOA

## Thứ ba, ngày26 tháng 7
- Tàu vũ trụ Discovery của NASA phóng lên thành công từ bộ phóng 39B ở Trung tâm Vũ trụ John F. Kennedy tại Florida (Mỹ). Chuyến vũ trụ này có người lái, lần đầu tiên sau vụ tàu Columbia rơi vào tháng 2 năm 2003. NASA đang nghiên cứu về một vài mảnh rớt khi tàu Discovery lên trời. BBC Calitoday Lưu trữ ngày 30 tháng 8 năm 2006 tại Wayback Machine VNN VOA VOA

## Thứ năm, ngày28 tháng 7
- Quân đội Cộng hoà Lâm thời Ireland (IRA) tuyên bố kết thúc chiến dịch vũ trang tại Bắc Ireland (Anh) để tìm biện pháp chính trị để thống nhất Ireland. BBC VNN VOA
- Phi vụ STS-114: NASA tạm thời ngưng chương trình tàu con thoi cho đến khi vấn đề tại thùng chứa nhiên liệu bên ngoài được giải quyết. BBC VOA

## Thứ sáu, ngày29 tháng 7
- Ba vật thể mới trong vòng đai Kuiper được phát hiện, 2003 EL61, 2005 FY9, và 2003 UB313, vật thứ ba được tin rằng lớn hơn Diêm Vương Tinh.
- Cả bốn nghi can đều bị bắt giữ trong việc dính líu đến vụ nổ bom ngày 21 tháng 7 tại Luân Đôn. BBC VNN
- Một cuộc trưng cầu dân ý tại Uganda hồi phục hệ thống đa đảng sau khi các đảng phái bị cấm trong gần 20 năm qua.

## Thứ bảy, ngày30 tháng 7
- Số người bị thiệt mạng do lũ lụt tại bang Maharashtra (Ấn Độ) qua 1.000.